# 하동여자고등학교
하동여자고등학교(河東女子高等學校)는 대한민국 경상남도 하동군 하동읍 광평리에 있는 사립 고등학교이다.

## 학교 연혁
- 1963년 1월 5일 : 하동여자고등학교 설립 인가
- 1963년 3월 2일 : 개교식 (2학급)
- 1963년 3월 2일 : 초대 김규동 교장 취임
- 1966년 2월 28일 : 제1회 졸업식(졸업생 59명)
- 1986년 12월 31일 : 본관 4층 완공
- 1989년 9월 20일 : 학생 생활관 준공(1층 99.36m2, 2층 99.36m2)
- 1999년 2월 20일 : 학교 급식시설 준공(292m2)
- 2003년 8월 21일 : 도서실 현대화 사업
- 2004년 9월 7일 : 과학실 현대화 사업
- 2005년 6월 21일 : 학칙 변경(9학급)
- 2007년 8월 21일 : 제12대 조태화 이사장 취임
- 2008년 3월 23일 : 생활관 리모델링(기숙사 활용)
- 2011년 2월 23일 : 다목적 체육관 목련관 준공
- 2019년 3월 4일 : 급식소 신축 완공
- 2023년 2월 9일 : 제58회 졸업식(졸업생 52명, 총졸업생수 8,964명)
- 2023년 9월 1일 : 제13대 황석기 교장 취임

## 참고 자료
- 하동여자고등학교 - 한국교육학술정보원 학교알리미